# Bullauer Eutergrund

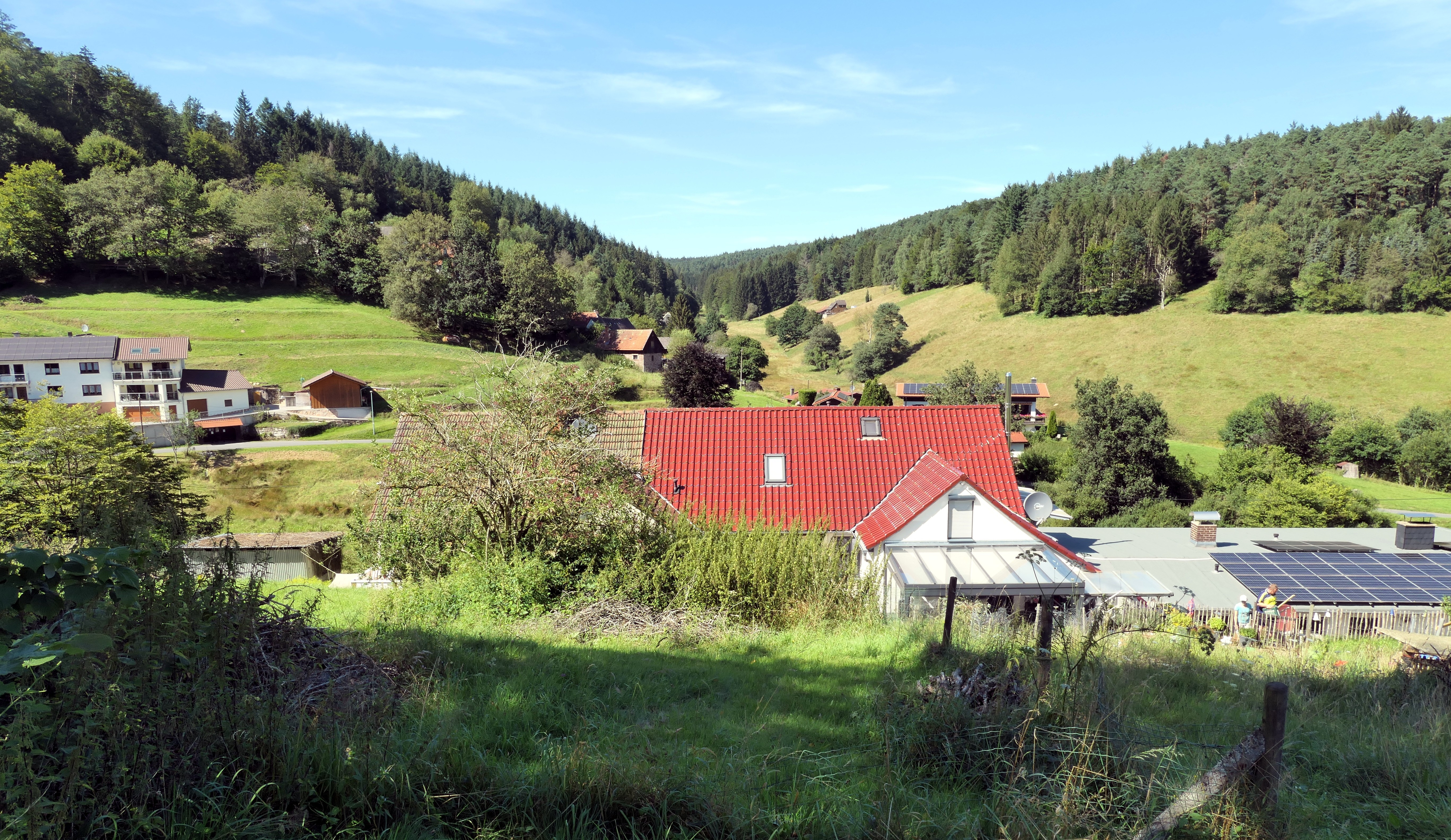
Bullauer Eutergrund Richtung Diebsgrund (2024)

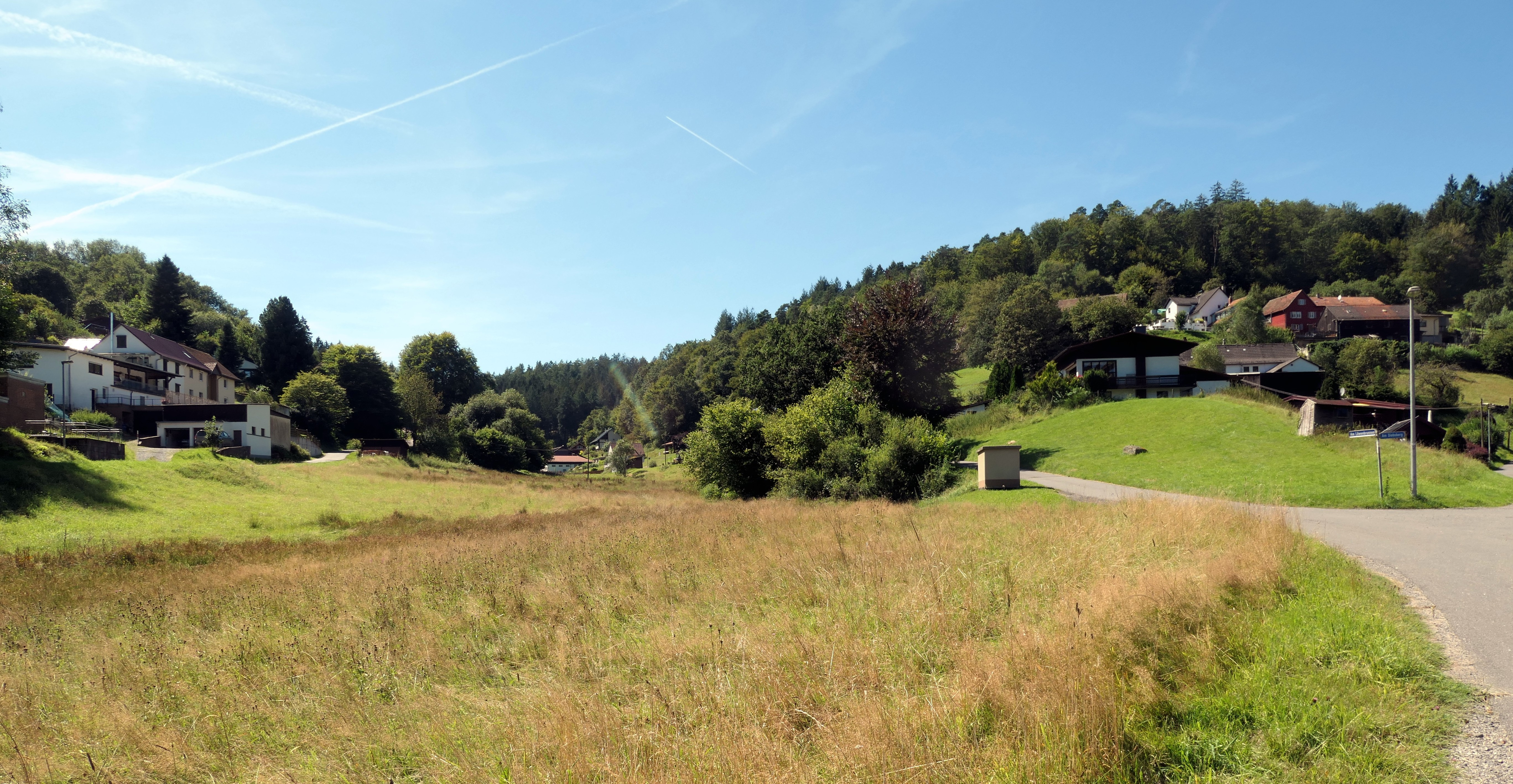
Bullauer Eutergrund von Osten (2024)

Bullauer Eutergrund ist ein Weiler in der Gemarkung Bullau in Erbach  im Odenwaldkreis in Hessen.

## Geographische Lage
Die Häuser des Weilers Bullauer Eutergrund liegen im Südosten des Stadtgebietes von Erbach und verlängern in lockerer Bebauung entlang der Straße Zur Mühlwiese die Ortslage von Bullau nach Nordosten und sie führt dabei auf einer Länge von 800 Meter stetig bergab bis zum Euterbach. Die Straße überwindet dabei einen Höhenunterschied von über 100 Meter. Bachabwärts des Weilers markiert der Euterbach die bayerische Landesgrenze. Weitere Straßennamen im Bullauer Eutergrund sind Eutergrundweg, Am Löwenbrunnen und Am Diebsberg. Zwei Brücken führen über den Euterbach zu dem Weiler Würzberger Eutergrund, eine in Verlängerung der Straße Am Löwenbrunnen zur Eutermühle und die andere 500 Meter talaufwärts in Verlängerung der Straße Am Diebsberg zu einem einzeln stehenden Anwesen.

## Geschichte
1787 war Bullauer Eutergrund eine Siedlung der Teilgrafschaft Erbach-Fürstenau für landeseigene Arme.
Eutergrund gehörte zum Amt Michelstadt der Grafschaft Erbach, die mit der Mediatisierung 1806 zum Großherzogtum Hessen kam. Ab 1822 gehörte Eutergrund zum Landratsbezirk Erbach, ab 1852 zum Kreis Erbach (ab 1939: „Landkreis Erbach“), der – mit leichten Grenzberichtigungen – seit 1972 Odenwaldkreis heißt. Nach Auflösung des Amtes Michelstadt 1822 nahm die erstinstanzliche Rechtsprechung für Eutergrund das Landgericht Michelstadt wahr, ab 1879 das Amtsgericht Michelstadt.
Seit 1829 bildete der Eutergrund zusammen mit Bullau eine Gemeinde. Zu Erbach kam der Bullauer Eutergrund am 1. Februar 1972, als sich Bullau im Vorfeld der Gebietsreform in Hessen freiwillig der Stadt Erbach anschloss.

## Kultur und Sehenswürdigkeiten
Im Bullauer Eutergrund gibt es ein Objekt, das unter Denkmalschutz steht: der Löwenbrunnen, eine alte Laufbrunnenanlage mit einer Wanne aus dem 18. oder 19. Jahrhundert. Die Stützmauer aus grob zugehauenen Sandsteinquadern ist Teil einer Brunnenfassung von 1919.
Ein eindrückliches Charakterbild des Weilers und seiner Bewohner liefert Heike Brohm in ihrer „Erzählung aus dem Odenwald“ mit dem Titel Oh, wie schön ist Eutergrund.

## Natur und Schutzgebiete
Am Euterbach steht mit dem Naturschutzgebiet „Eutergrund bei Bullau“ ein typisches Odenwälder Wiesental unter Schutz.